# Sarah Caldwell
Sarah Caldwell (Maryville, Missouri, EUA, 6 de març de 1924 – Portland, Maine, EUA, 23 de març de 2006) fou una directora musical d'òpera, empresària i directora d'escena estatunidenca.

## Orígens
Sarah Caldwell va néixer en Maryville, Missouri, i va créixer en Fayetteville (Arkansas). Va ser una nena prodigi i ja oferia actuacions públiques amb violí quan tenia deu anys. Es va graduar a l'institut de Fayetteville als 14 anys.
Més tard, l'any 1944, es va graduar a la Hendrix College de Conway (Arkansas) i va assistir a la Universitat d'Arkansas així com al Conservatori de Música de Nova Anglaterra (Boston, Massachusetts). El 1946 va guanyar una beca com a intèrpret de viola del Berkshire Music Center. El 1947 va escenificar Riders to the Sea de Ralph Vaughan Williams. Al llarg d'onze anys va ser l'ajudant en cap del director d'orquestra i empresari Boris Goldovski.

## Carrera
Caldwell es va traslladar a viure a Boston el 1952 i esdevindria directora del taller d'òpera universitària de la Universitat de Boston. El 1957 va participar en els inicis del Grup d'Òpera de Boston, el qual esdevindria la Companyia d'Òpera de Boston, on va escenificar una gamma ampla d'òperes, establint una reputació de poder produir obres difícils, així com per produir variants interessants d'òperes estàndards. Com a punts destacats de les seves produccions a Bostones poden destacar Le voyage dans la lune de Jacques Offenbach, Otello de Verdi (amb Tito Gobbi fent el paper d'Iago), Command Performance de Robert Middleton (estrena mundial, 11 de novembre de 1962), Manon de Jules Massenet i Faust de Charles Gounod (tots dos amb Beverly Sills i Norman Treigle), Lulu d'Alban Berg (estrena en la Costa Est dels EUA), I puritani de Vincenzo Bellini (amb Joan Sutherland), Intolleranza 1960 de Luigi Nono (estrena als EUA), Borís Godunov de Modest Mússorgski (la versió original), Hippolyte et Aricie de Jean-Philippe Rameau (estrena escènica als EUA, amb Plácido Domingo), La bohème de Puccini (amb Renata Tebaldi i Plácido Domingo), Moses und Aron d'Arnold Schönberg (estrena als EUA), The Rake's Progress d'Ígor Stravinski, El castell de Barbablava de Béla Bartók, Carmen de Bizet (amb Marilyn Horne), Macbeth de Verdi (versió original),Les aventures del bon soldat Švejk de Jaroslav Hašek, The Fisherman and His Wife de Gunther Schuller (estrena mundial, amb Muriel Costa-Greenspon), La finta giardiniera de Mozart, Norma de Bellini (amb Beverly Sills), Les troyens d'Hector Berlioz, Don Carlos de Verdi (estrena als EUA de la versió francesa original), Don Quichotte de Massenet, Guerra i Pau de Serguei Prokófiev (estrena escènica als EUA, amb Arlene Saunders), Benvenuto Cellini de Berlioz (estrena als EUA, amb Jon Vickers), I Capuleti e i Montecchi de Bellini, Motezuma de Vivaldi (estrena als EUA), Ruslan i Liudmila de Mikhaïl Glinka (estrena als EUA), Rigoletto de Verdi (amb Beverly Sills, Richard Fredricks, i Susanne Marsee), Stiffelio de Verdi (estrena escènica als EUA), La Damnation de Faust de Berlioz, Tosca de Puccini (amb Magda Olivero), La vida breve i El retablo de Maese Pedro, de Manuel de Falla, The Ice Break de Michael Tippett (estrena als EUA), Aida de Verdi (amb Shirley Verrett), Die Soldaten de Bernd Alois Zimmermann (estrena als EUA), La llegenda de la ciutat invisible de Kítej de Nikolai Rimski-Kórsakov, Taverner de Peter Maxwell Davies (estrena als EUA), El cas Makropoulos de Leoš Janáček (amb Anja Silja, William Cochran, i Chester Ludgin), Médée de Cherubini (en francès i grec), Ánimes mortes de Rodion Shchedrin (estrena als EUA), Der Rosenkavalier de Richard Strauss (amb Gwyneth Jones) i, finalment, Le Balcon de Jean Genet (estrena mundial, 1990).
Amb l'Òpera de la Ciutat de Nova York, Caldwell va escenificar Der junge Lord de Hans Werner Henze i Ariadne auf Naxos de Strauss (amb Carol Neblett), ambdues el 1973. El 1976 va escenificar i dirigir la part musical de El barber de Sevilla de Rossini (amb Sills i Alan Titus), que va ser televisat, i va fer el mateix amb Falstaff de Verdi (amb Donald Gramm) el 1979.
El 1976 Caldwell va esdevenir la primera dona en dirigir al Metropolitan Opera, una producció de La traviata de Verdi (amb Beverly Sills). El 1978 va dirigir L'elisir d'amore de Gaetano Donizetti al mateix teatre, amb José Carreras i Judith Blegen. Va dirigir també l'Orquestra Filharmònica de Nova York, l'Orquestra Simfònica de Pittsburgh, la St. Paul Chamber Orchestra i l'Orquestra Simfònica de Boston.
També el 1976 va dirigir l'òpera Be Glad The, America de John La Montaine, durant els actes del bicentenari dels EUA, amb Odetta Holmes (musa d'Amèrica), Donald Gramm (diversos patriotes), Richard Lewis (Rei Jordi III), David Lloyd (pregoner), i el Penn State University Choirs i l'orquestra Pittsburgh Symphony.
També va dirigir Caldwell una producció no musical, el 1981 al Lincoln Center de Nova York, l'escenificació del Macbeth de William Shakespeare, emesa per televisió per cable el 1982. En aquesta producció van participar Philip Anglim, Maureen Anderman i Kelsey Grammer, aleshores encara una desconeguda.
El 1975 Caldwell va rebre un Doctorat en Arts Interpretatives de la Universitat de Bates. El 1996 va rebre la Medalla Nacional de les Arts. El seu nom va entrar en la Sala de Famosos Artistes d'Arkansas.
En la dècada del 1980, l'Òpera de Nova Anglaterra, una sucursal de la Companyia d'Òpera de Boston de Caldwell, va ser l'ambaixadora d'òpera en gira pels estats de Nova Anglaterra. Emprava joves cantants professionals en produccions escèniques i amb orquestra. Va organitzar el finançament a través de finançaments locals, estatals i federals, que incloïen la Fundació Nacional per a les Arts, el Consell de les Arts i Humanitats de Massachusetts, la Comissió de les Arts de Connecticut, la Comissió de les Arts de Nou Hampshire i la Comissió de les Arts i Humanitats de Maine.
Va morir als 82 anys al Centre Mèdic Maine de Portland, Maine, d'un infart.

## Discografia d'estudi
- Gaetano Donizetti: Don Pasquale (Sills, Kraus, Titus, Gramm; Caldwell, 1978) EMI

## Vídeos
- Rossini: El barber de Sevilla (Sills, H. Price, Titus, Gramm, Ramey; Caldwell, Caldwell, 1976) [en directe]